# Windeby I

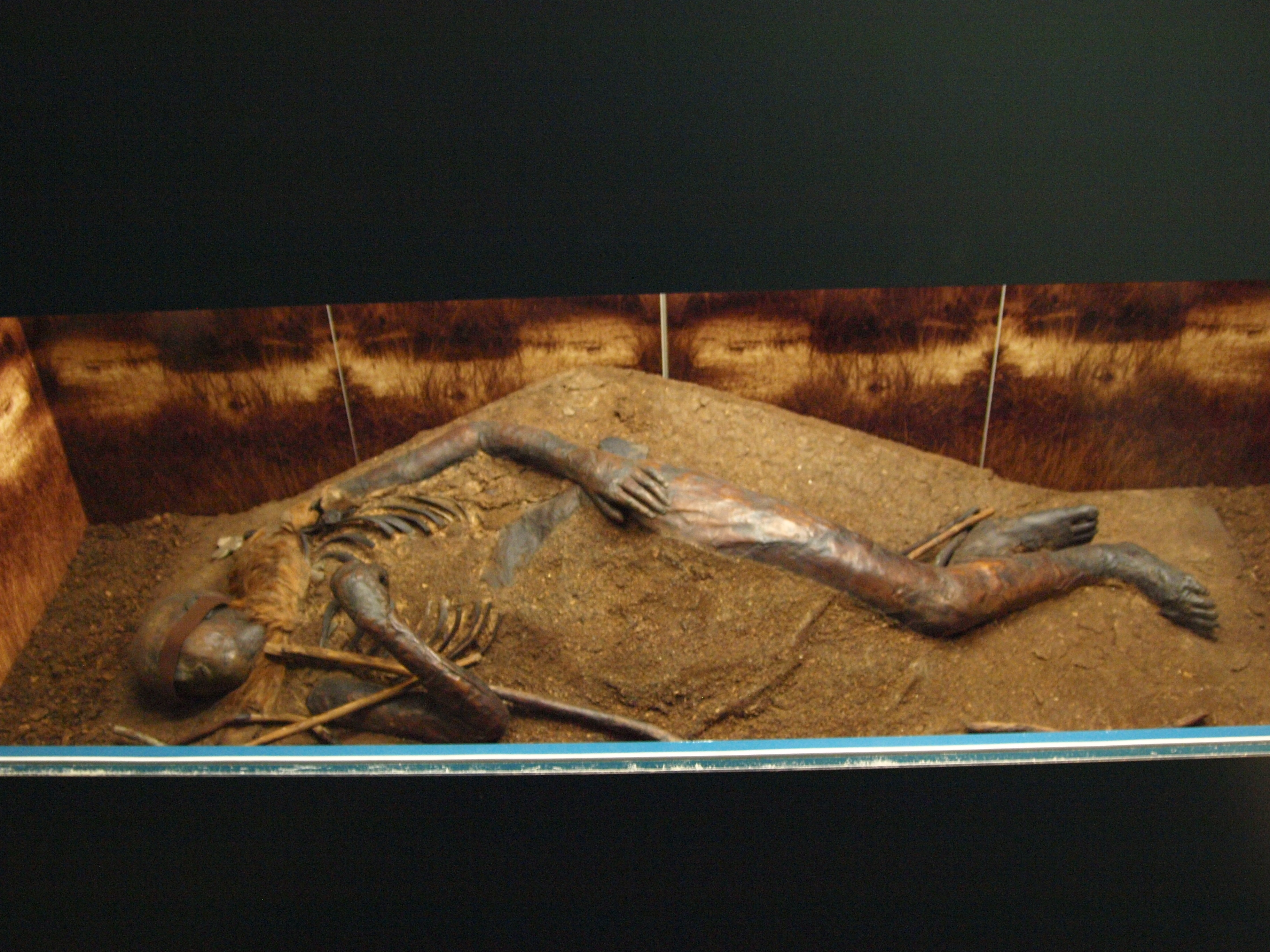
Windeby I.

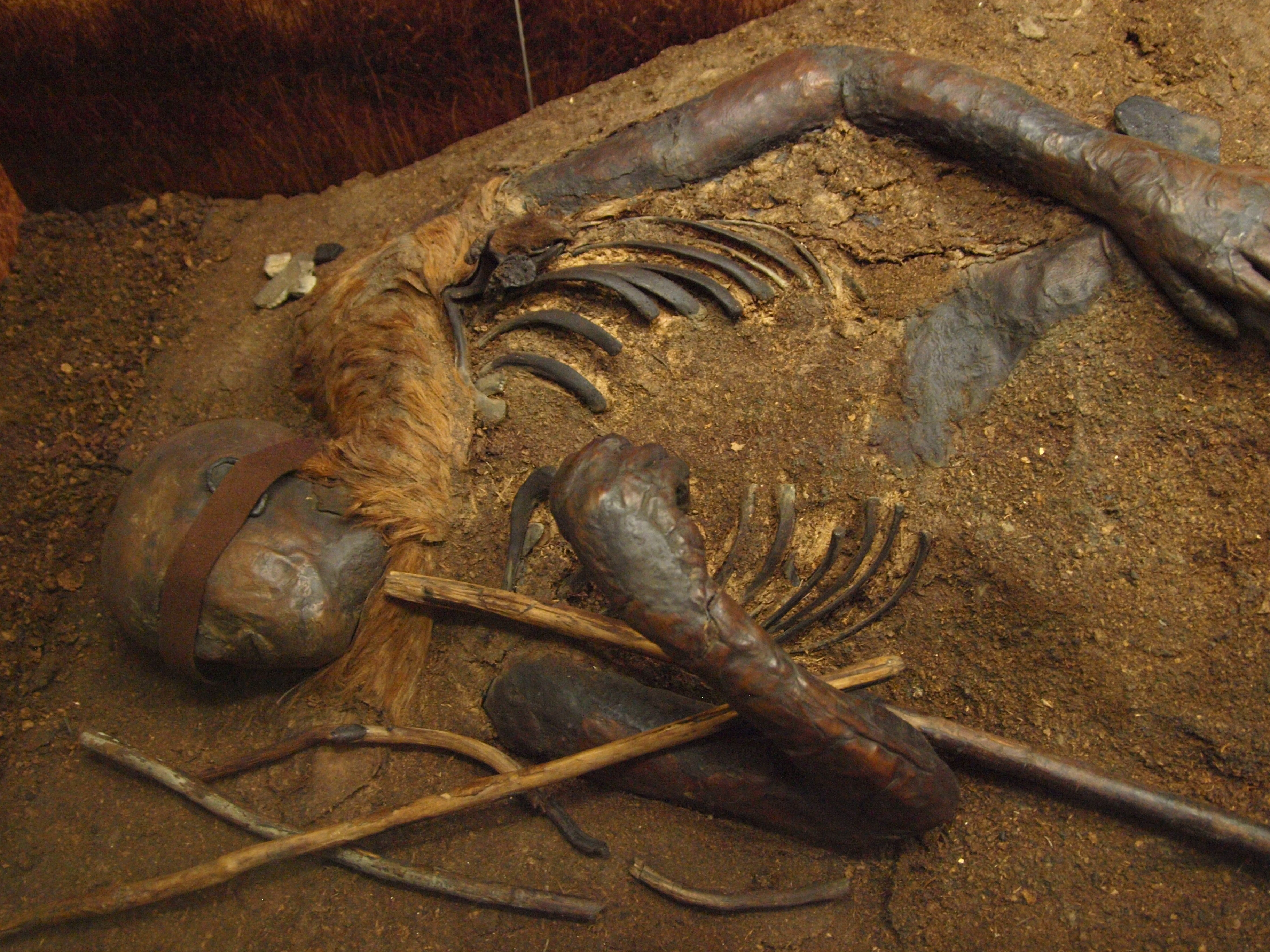
Parte superiore del corpo.

Ragazzo di Windeby I è il nome dato ad una mummia di palude rinvenuta in una torbiera vicino Windeby, Germania del nord, nel 1952. Un tempo il corpo era chiamato la "Ragazza di Windeby", perché un archeologo riteneva che i resti fossero di una ragazza di 14 anni a causa della sua costruzione snella. Heather Gill-Robinson, antropologo e patologo, ha eseguito un test sul DNA dimostrando, in realtà, che il corpo appartiene a un individuo maschile.

## Scoperta
Il corpo venne scoperto da un'azienda di estrazione della torba nel 1952 ed è ora in mostra presso il Landesmuseum al Gottorf Schloß a Schleswig, in Germania. Quando venne ritrovato non fu possibile arrestare immediatamente le macchine estrattive e venne mutilato di una mano, un piede e una gamba. Nonostante questo danno, la mummia era in perfette condizioni e conservava tutta la sua importanza storica. Poco dopo la scoperta del Ragazzo di Windeby I, venne scoperta un'altra mummia di palude nelle vicinanze, anch'essa appartenente ad un maschio e battezzata Ragazzo di Windeby II.

## Descrizione del ritrovamento
Sembrava che il ragazzo avesse mezza testa rasata e una benda di lana legata sugli occhi; successivamente a nuovi test però, ci si rese conto che i capelli su un lato della testa non erano stati rasati, ma essendo più esposti all'aria degli altri, si erano semplicemente decomposti. La "benda", in realtà era una fascia che teneva legati i lunghi capelli del ragazzo e che successivamente era scivolata sugli occhi dopo la morte. Le prove raccolte sul corpo suggeriscono che il ragazzo sia stato assassinato, forse per un sacrificio o una punizione. Questa ipotesi è confermata dal fatto che il corpo venne rinvenuto sotto tronchi e rami, che vennero presumibilmente utilizzati per tenere il corpo verso il fondo della palude.